# U-85号潜艇 (1941年)
U-85号（德語：U 85）是纳粹德国战争海军建造的二十四艘VII-B型潜艇（或称U艇）之一。它由吕贝克的弗伦德尔船厂承建，于1941年4月10日下水，至同年6月7日交付使用。第二次世界大战期间，该艇曾执行过四次巡逻作战，共击沉3艘同盟国或中立国舰船，累积总吨位为15,060吨。1942年4月14日，U-85号在北大西洋的哈特拉斯角附近遭美国驱逐舰罗珀号以火炮击沉，艇内46名官兵全数阵亡。

## 设计
由于原有VII-A型潜艇的燃料容量有限而导致航程不足，战争海军于1936年又设计建造了24艘VII-B型潜艇作为改进版。为了提高操纵性和转向性能，他们在两副螺旋桨后部设计了两片舵，并增大舵面面积。VII-B型艇的内部空间更大，因此可在外部鞍状水舱内多装载33吨燃油。这种燃料舱是“自动加注”的——当柴油不断被消耗时，海水也不断进入该水舱以补偿浮力。艇艏和艇艉还设有纵倾平衡水舱，通过调整两端水量来防止潜艇在水下可能产生的纵倾和横摇。作为VII-B型艇，U-85号的全长增加了两米，达到66.50米，舷宽6.20米、高9.5米，并有4.74米的吃水深度，水上和水下排水量分别为753吨和857吨。该艇采用双轴设计，具有两副直径为1.23米的三叶螺旋桨。动力由两台曼恩生产的M6V 40/46型六缸四冲程1,400匹公制馬力（1,000千瓦特）涡轮增压柴油机用于水面运行，以及两台布朗-博韦里提供的GG UB 720/8型375匹公制馬力（280千瓦特）双作用电动发电机用于水下航行；水面最高航速17.9節（33.2每小時），水下8節（15每小時）；能够在水面以10節（19每小時）航速续航8,700海里（16,100），或以4節（7.4每小時）连续在水下航行90海里（170）而无需充电。
武器装备方面，U-85号装备有五具内置式鱼雷发射管——艇艏四具、艇艉一具。相较于VII-A型艇，其艇艉的鱼雷发射管设计在耐压壳体内部、两片舵之间，鱼雷可以由此向外发射。在轮机舱甲板下方还配备了用于艇艉的鱼雷装填系统，耐压壳体与甲板室之间一前一后还设计有外置鱼雷贮存装置，因此U-85号的鱼雷储备和发射能力也得以提升，可携带14枚G7型鱼雷或最多26枚TMA型水雷（TMB型则为39枚）。此外，该艇还搭载有一门配备220发弹药的88毫米35式速射炮以及一门配备1,195发弹药20毫米30式高射炮作为甲板炮。其标准船员编制为4名军官及40－56名水兵。

## 历史
1938年6月9日，海军造舰局根据《英德海军协定》的要求，正式将五艘VII-B型潜艇（U-83至U-87号）的建造合同发包予吕贝克的弗伦德尔船厂。其中U-85号于次年12月18日开始铺设龙骨，建造序列为281。经过近十四个月的建造，它于1941年4月10日下水，至同年6月7日在首度担任艇长的海军中尉埃伯哈德·格雷格的指挥下交付使用。完成海试后，该艇加入驻基尔的第3潜艇区舰队，先是在波罗的海进行战备训练，然后作为前线艇于1941年9月移驻德占法国的拉帕利斯，直到1942年4月14日被击沉。
第二次世界大战期间，U-85号曾执行过四次巡逻和四次狼群作战，共击沉3艘同盟国或中立国舰船，累积总吨位为15,060吨。

### 作战巡逻
1941年7月26日，U-85号从基尔启程前往挪威的霍滕，在当地进行潜航训练。它于8月10日担任轮替护航抵达特隆赫姆，并为首次执行作战任务进行最终的调试。8月28日10:00，U-85号在格雷格的指挥下离开特隆赫姆执行第一次巡逻，前往冰岛西南部的北大西洋游弋。从9月1日至11日，它曾加入“藩侯”狼群，试图根据时任U艇首长卡尔·邓尼茨制定的集群战术，寻求与盟军的护航船队作战。在此期间，该艇于9月10日16:42向身处法韦尔角东北方向的SC-42号护航船队发射了两枚鱼雷，并在观察到一枚命中和听到第二声爆炸后，报称击沉一艘船，另一艘可能受损。然而，实际只有副队长所在的英国货船西斯尔伦号（Thistleglen）被一枚鱼雷击中并随即沉没，造成3名船员遇难。船长、其余39名船员和6名炮手则分乘三艘救生艇和两艘小筏顺利弃船逃生。之后，U-85号遭到船队护航舰的袭击，损坏严重，被迫返回法国。它于9月18日14:34抵达圣纳泽尔。
在第二次巡逻中，格雷格率U-85号于10月11日18:00从圣纳泽尔出发，但两天后便在一次空袭中尝试紧急下潜，引发进水并导致冷却水阀受损，不得不临时停靠洛里昂。经过在当地的修复，该艇于10月16日重新出发，前往格陵兰岛东南部和纽芬兰岛附近的北大西洋游弋。经过为期四十七天、水面约7,220海里（13,370）、水下约432海里（800）的航行后，U-85号于11月27日返抵洛里昂。巡逻期间，它曾分别于10月20日至11月1日加入“打死”狼群、11月1日至17日加入“马贼”狼群以及11月17日至22日加入“施托特贝克尔”狼群作战，但未能击沉或损坏任何舰船。
第三次巡逻于1942年1月8日离开洛里昂。同一天，由于无线电测向仪出现故障，U-85号不得不返航。经过修理并再次出发后，该艇于1月10日前往纽芬兰岛沿岸和新斯科舍附近的北大西洋游弋，至2月23日返回圣纳泽尔。在这次为期四十七天、水面约6,000海里（11,000）、水下约406海里（752）的航行期间，格雷格共击沉1艘货轮。受害者是来自英国的帝国燧发枪手号，它在与ON-60号船队分离后便遭到U-85号长达7小时的追击，至2月9日20:20在纽芬兰的圣约翰斯东南被格雷格发射的三枚鱼雷中的一枚击中。该船在锅炉爆炸后立即沉没，造成6名船员和3名炮手丧生。
3月21日19:10，U-85号在格雷格的领导下从圣纳泽尔出发执行第四次巡逻，前往美国东岸附近的北大西洋游弋，从此再未归航。4月8日，无护航的挪威货船克尔·克努森号（Chr. Knudsen）离开纽约后便告失踪。它很可能是在4月10日左右被U-85号以鱼雷击沉，船长和32名船员全数遇难。

### 沉没

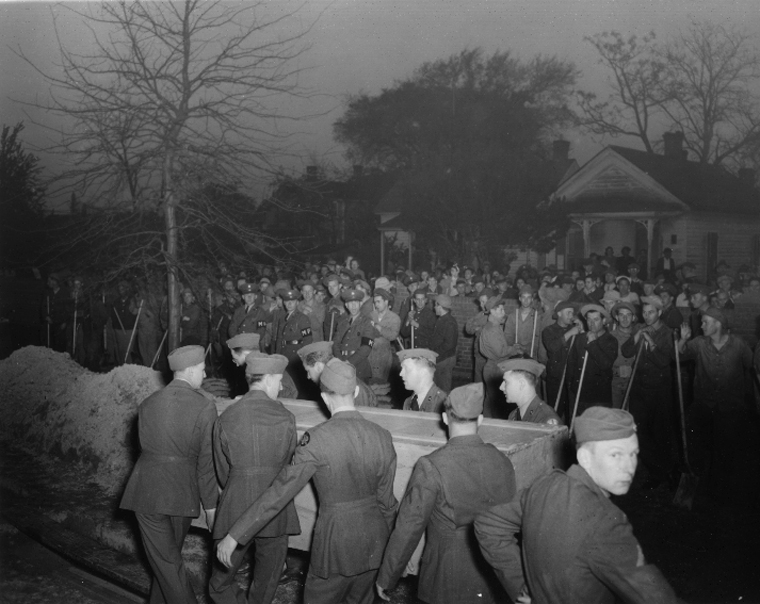
U-85号的29名水兵被安葬在汉普顿国家公墓

1942年4月13日，U-85号在北卡罗来纳沿岸哈特拉斯角附近的切萨皮克湾游弋，于天黑后浮出水面。午夜过后不久，它们在博迪岛灯塔的视野范围内被距离2,700碼（2,500）开外的美国驱逐舰罗珀号发现。对方的英制286型雷达屏幕上出现了潜艇的回声，同时声纳装置也报告了螺旋桨的声音。潜艇试图在水面上向南逃跑，并在罗珀号接近至700碼（640）时发射了艇艉鱼雷。驱逐舰避开鱼雷，全速接近至300碼（270）范围，此时U-85号急剧转向右舷，以争取下潜时间。罗珀号用探照灯照亮潜艇，并观察到甲板上靠近火炮的人员，他们的射界刚刚因航向改变而消弭。美国人用机枪和3寸50倍径炮对U-85号实施扫射，在潜艇多次遭到击中并受到致命损伤后，格雷格下达了弃船命令，大约半数船员在U-85号开始快速下沉之前跳入水中。
罗珀号舰长、海军少校汉密尔顿·W·豪在报告中表示，当时人们看到大约40人漂浮在水面上，但他决定在不减速的情况下驶过落水者，并在潜艇沉没地点投下11枚深水炸弹。豪怀疑附近仍有第二艘潜艇，因此直到14日天亮才开始进行救援。到那时，29具穿着救生衣漂浮的尸体中已无幸存者。一些尸体穿着便服，携带装有美元和身份证的钱包。这些尸体被印上指纹、拍照，并在汉普顿国家公墓举行的夜间军事仪式中下葬。出于“保密”原因，德国人的墓碑只显示死者的名字和姓氏，没有出生日期，没有军衔，也没有国籍信息。
U-85号是1942年1月13日“击鼓行动”开始后，第一艘在北美海岸被击沉的德国潜艇。为了表彰击沉U-85号的功绩，罗珀号舰长豪少校以及他的上司——第54驱逐支舰队司令斯坦利·C·诺顿中校均获美国海军部授予海军十字勋章。

## 残骸

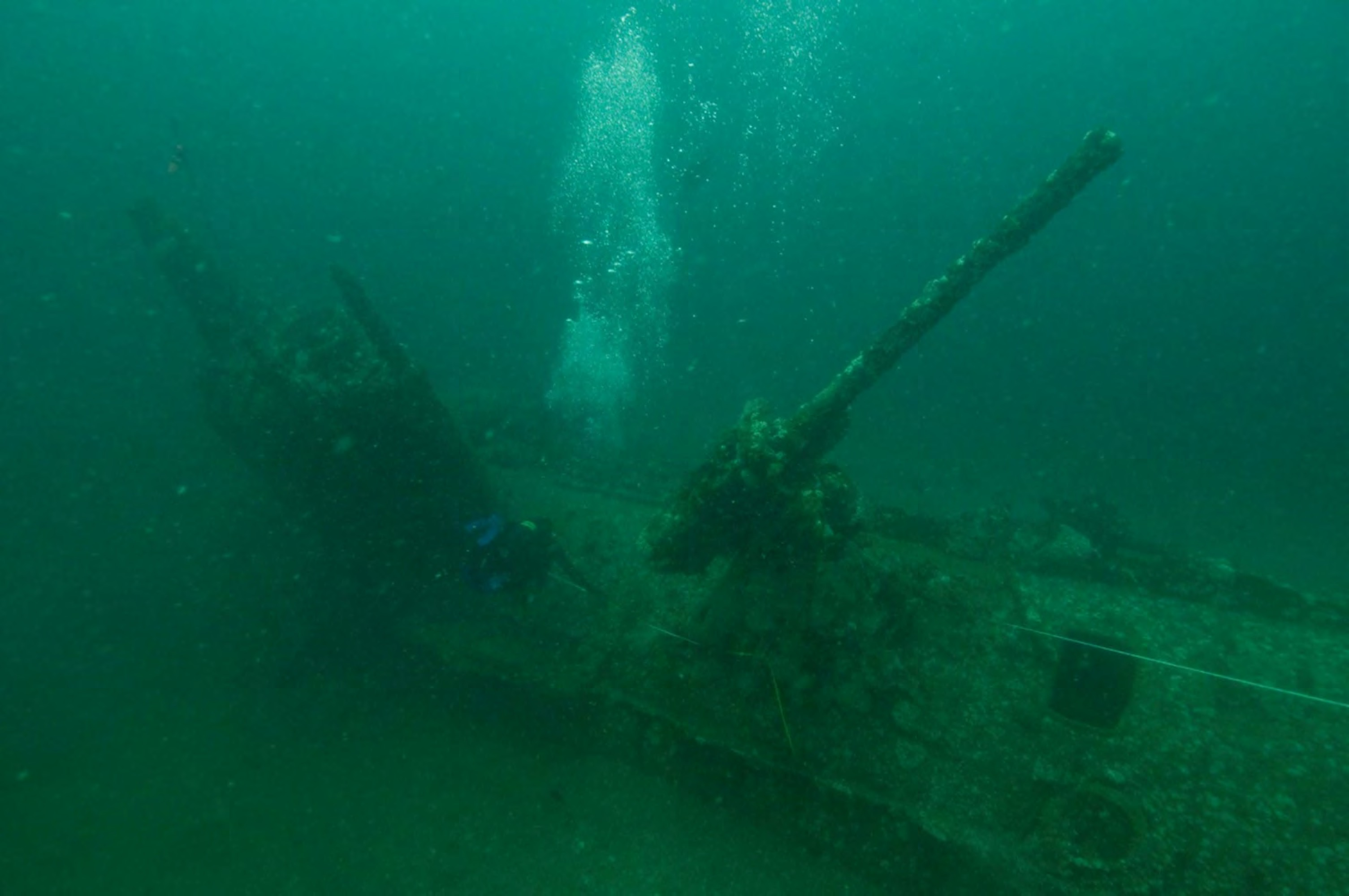
U-85号残骸

U-85号的残骸位于35°55′N 75°13′W / 35.917°N 75.217°W处不到100英尺（30）深的水中；美国海军曾立即尝试打捞潜艇或保存船上的机密材料。许多小型舰艇，包括刚被派往美国东岸执行反潜巡逻的英国武装拖网船贝特福德郡号和圣洛曼号，都参与了此次行动。在行动初期，头盔潜水员便在残骸旁边的底部发现了一枚尚未爆炸的深水炸弹。一支海军特遣部队引爆了炸弹，无疑对潜艇造成了更大的损害。从1942年4月15日到5月4日，潜水员共向残骸进行大约100次潜水。由于潜艇朝右舷平卧，没有潜水员能够进入内部寻找恩尼格玛密码机和其他机密材料。又因为深水炸弹对空气管道和油箱造成的损坏，也无法利用压缩空气将艇身抬起或至少将其扶正。美国海军最后得出的结论是，U-85号只能通过“过度”使用浮筒才能打捞出水，因此停止了相关工作。潜水员拆除了潜艇上层甲板上的许多设备，包括舰桥上的20毫米炮、瞄准光学器件和子罗盘；他们还拆除了88毫米炮，尽管炮管始终被塞子卡住。然而，他们却无法撬开上层甲板的贮箱并取出备用鱼雷。潜水员报告称，没有发现罗珀号开火的迹象，并认为U-85号“可能是自沉”。但后续由运动潜水员进行的调查则对海军关于沉船的报告提出了质疑。
私人潜水员吉姆·邦奇及其团队于2001年从残骸中打捞出了恩尼格玛密码机，2003年，德国政府同意将该机器放在哈特拉斯的大西洋博物馆墓园展出；同样陈列在那里还有U-85号的舱门。这艘潜艇本身至今仍是广受欢迎的潜水地点。但残骸现场受到拉布拉多洋流的影响，能见度可能不佳。大部分碎片及杂物散落在残骸半径100（330英尺）的范围内。残骸遗址于2015年被列入國家史蹟名錄。

## 袭击历史摘要
| 日期          | 船名           | 船籍 | 吨位  | 结局 |
| ------------- | -------------- | ---- | ----- | ---- |
| 1941年9月10日 | 西斯尔伦号     | 英国 | 4,748 | 击沉 |
| 1942年2月9日  | 帝国燧发枪手号 | 英国 | 5,408 | 击沉 |
| 1942年4月10日 | 克尔·克努森号  | 挪威 | 4,904 | 击沉 |

## 脚注
1. 1 2  加洛普，第72頁.
2. ↑  威廉生，第10頁.
3. 1 2  Gröner 1991，第43–44頁.
4. 1 2 3  . U-Boot-Archiv.   [2024-07-22]. （原始内容存档于2024-07-22）.
5. 1 2  Helgason, Guðmundur. . German U-boats of WWII - uboat.net.   [2024-07-22]. （原始内容存档于2024-12-08）.
6. 1 2  Helgason, Guðmundur. . German U-boats of WWII - uboat.net.   [2024-07-22]. （原始内容存档于2024-05-24）.
7. ↑  Helgason, Guðmundur. . German U-boats of WWII - uboat.net.   [2024-07-22]. （原始内容存档于2021-03-04）.
8. ↑  Helgason, Guðmundur. . German U-boats of WWII - uboat.net.   [2024-07-22]. （原始内容存档于2008-11-20）.
9. ↑  Helgason, Guðmundur. . German U-boats of WWII - uboat.net.   [2024-07-22].
10. ↑  Helgason, Guðmundur. . German U-boats of WWII - uboat.net.   [2024-07-22]. （原始内容存档于2008-11-20）.
11. ↑  Helgason, Guðmundur. . German U-boats of WWII - uboat.net.   [2024-07-22]. （原始内容存档于2022-12-01）.
12. ↑  Helgason, Guðmundur. . German U-boats of WWII - uboat.net.   [2024-07-22]. （原始内容存档于2008-11-20）.
13. ↑  Helgason, Guðmundur. . German U-boats of WWII - uboat.net.   [2024-07-22]. （原始内容存档于2022-10-07）.
14. 1 2  Rouse，第74–75頁.
15. 1 2  Busch & Röll，第46–48頁.
16. ↑  Larson, Chiles T.A. . Virginia Living. Cape Fear Publishing. 2015-01-20  [2016-06-24]. （原始内容存档于2016-07-01）.
17. ↑  Bunch，第138頁.
18. ↑  Roscoe，第74–75頁.
19. ↑  Blair 1996，第543頁.
20. ↑  Blair 1998，第632–634頁.
21. ↑  Thibodeau, Ryan. . Carolina Designs Blog. Carolina Designs Realty, Inc. 30 October 2017  [2017-11-06]. （原始内容存档于2017-11-07）.
22. ↑  Hadley, Miles. . Naval Historical Center. 2003-04-05  [2015-12-23]. （原始内容存档于2012-09-05）.
23. ↑  . North Carolina Wreckdiving & BFDC.   [2018-09-19].
24. ↑  Hoyt, JC. . In: Pollock NW, ed. Diving for Science 2009. Proceedings of the American Academy of Underwater Sciences 28th Symposium. Dauphin Island, AL: AAUS; 2009. 2009  [2013-03-11]. 原始内容存档于2013-04-16.